# John B. Thayer
John Borland Thayer, Jr. (* 21. April 1862 in Philadelphia, Pennsylvania, USA; † 15. April 1912 im Nordatlantik beim Untergang der Titanic) war ein US-amerikanischer First-Class-Cricket-Spieler und später Vizepräsident der Pennsylvania Railroad.

## Leben und Werdegang

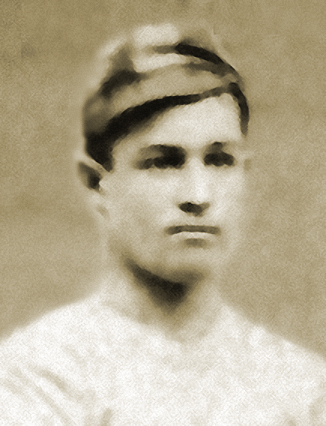
Als junger Cricketspieler (1879).

John B. Thayer, Jr. kam 1862 in Philadelphia als zweites von sechs Kindern von John Borland Thayer, Sr. (1836–1904) und dessen Frau Mary Randolph Chapman (1839–1919) zur Welt. Er besuchte die University of Pennsylvania, wo er 1879 Kapitän des Baseball-Teams war. Er kam aus einer Familie, die eng mit dem Spiel Cricket verbunden war (seine drei Brüder spielten ebenfalls professionell Cricket) und spielte im Alter von 14 Jahren sein erstes Match für den Merion Cricket Club in Haverford, Pennsylvania. Als Teil von Philadelphias Cricketteam ging er 1884 auf Englandtour. Während dieser Tour erzielte er 817 Runs und schaffte 22 Wickets.
Sieben Wettkämpfe aus seiner Sportkarriere werden heute als First-Class Cricket anerkannt. Sie fanden alle im Germantown Cricket Club in Germantown statt. Seine höchste Punktzahl erzielte er bei einem Spiel im Oktober 1883. In seiner Jugend galt er über mehrere Jahre hinweg als Philadelphias bester Cricket-Spieler.
Nach Beendigung seiner sportlichen Laufbahn wurde Thayer Geschäftsmann und war unter anderem Vizepräsident der Pennsylvania Railroad. Am 9. November 1892 heiratete er Marian Longstreth Morris (1872–1944), Tochter von Frederick Wistar Morris und Elizabeth Flower Paul. Sie stammte wie er aus einer alteingesessenen, wohlhabenden Familie Philadelphias, so genanntes Old Money. Sie hatten vier Kinder: John Borland „Jack“ Thayer III (1894–1945), Frederick Morris Thayer (1896–1956), Margaret „Peggy“ Thayer Talbott (1898–1960) und Pauline Thayer Dolan (1901–1981). Peggy heiratete den späteren Staatssekretär des Department of the Air Force, Harold E. Talbott.

## RMSTitanic
Im April 1912 war Thayer mit seiner Frau und seinem ältesten Sohn Jack zu Gast beim amerikanischen Generalkonsul in Berlin, Alexander M. Thackara. Um in die USA zurückzukehren, ging die Familie in Begleitung von Marian Thayers Dienstmädchen Margaret Fleming als Passagiere am 10. April 1912 in Cherbourg an Bord der Titanic, für die Cherbourg der erste Zwischenstopp auf ihrer Jungfernfahrt nach New York war. Thayer wollte seinen anstehenden 50. Geburtstag zu Hause feiern. Das Ehepaar Thayer bewohnte die Erste-Klasse Kabine C-68 und Jack Thayer die Nachbarkabine C-70. Am Abend des 14. April nahmen John und Marian Thayer an einem Dinner teil, das George Widener zu Ehren von Kapitän Edward Smith im À la carte-Restaurant auf dem B-Deck gab. Nach der Kollision mit dem Eisberg später am selben Abend ging Jack Thayer an Deck, um sich den „Spaß“ einmal anzusehen. Er kam umgehend zurück und informierte seine Eltern.

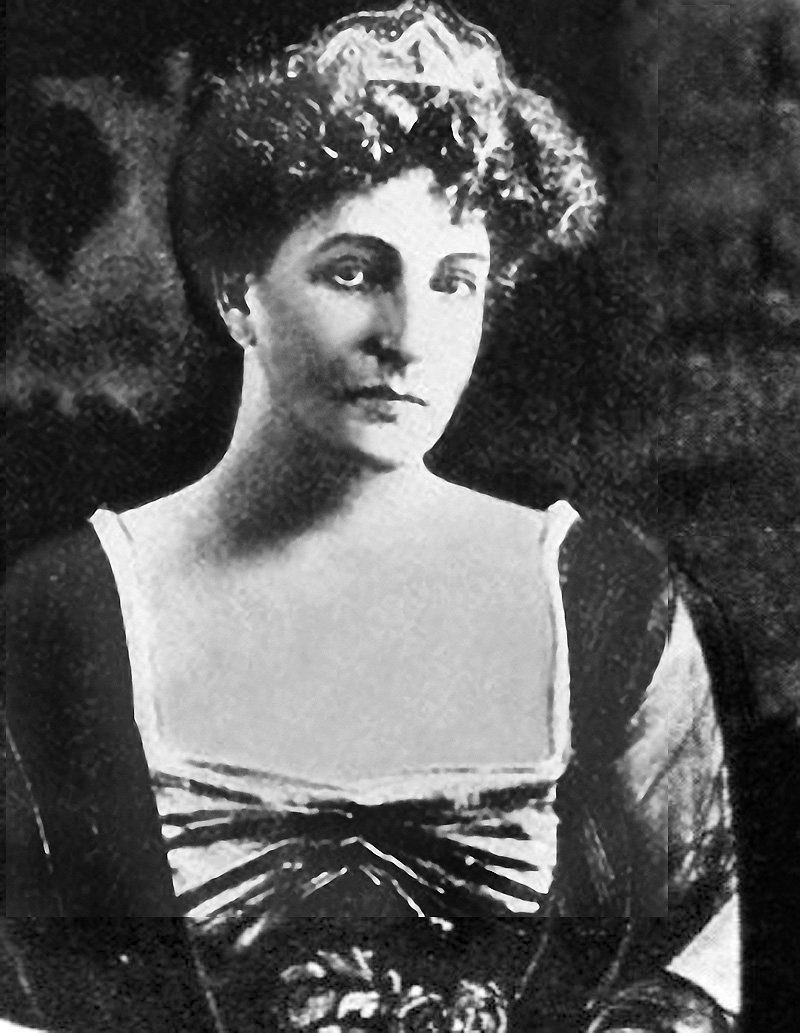
Marian Thayer (um 1900).

Der Chefkonstrukteur der Titanic, Thomas Andrews, informierte Thayer persönlich, dass er dem Schiff nicht mehr als ein paar Stunden gab. Thayer brachte seine Frau zum Rettungsboot Nr. 4 auf der Steuerbordseite. Da dort nur Frauen und Kinder einsteigen durften, verabschiedeten sich Thayer und sein Sohn von ihr. In dem Gedränge an Deck verloren sich Vater und Sohn schnell aus den Augen. Marian Thayer und Margaret Fleming überlebten in Boot Nr. 4 und Jack Thayer überlebte, indem er vom Bootsdeck sprang und in ein Rettungsboot gezogen wurde. John Thayer machte nach Zeugenaussagen keine Anstalten, das Schiff zu verlassen. Er kam bei dem Untergang ums Leben. Seine Leiche wurde nie gefunden. Marian Thayer verklagte die White Star Line hinterher, jedoch nicht wegen des Todes ihres Mannes, sondern wegen des Verlusts ihres Gepäcks.